# Terrera (manzana)
Terrera es el nombre de una variedad cultivar de manzano (Malus domestica) Esta manzana está cultivada en la colección de la Estación Experimental Aula Dei (Zaragoza) con n.º de accesión "3469". Así mismo está cultivada en la colección de germoplasma de variedades frutales de la masía de "Can Jordà". Esta manzana es originaria de la Comunidad autónoma de Cataluña, oriunda de la comarca de La Garrocha Olot, Gerona, variedad antigua muy cultivada antes de la década de 1960.

## Sinónimos
- "Terrera 3469",
- "Poma Terrera",
- "Manzana Terrera".[7]

## Historia
'Terrera' es una variedad de manzana de Cataluña, cuyo cultivo conoció cierta expansión en el pasado, pero que a causa de su constante regresión en el cultivo comercial no conservaban apenas importancia y prácticamente habían desaparecido de las nuevas plantaciones en 1971. Así hay variedades tales como 'Camuesa de Llobregat' y 'Manyaga' que constituían en 1960 el 70% de la producción de manzana en la provincia de Barcelona y se encontraba la primera en otras nueve provincias y la segunda en seis y 'Normanda' que estaba muy difundida hasta 1960 entre los viveristas de Aragón (representaba el 25% de la cosecha en la cuenca del Jiloca). En 1971 Puerta-Romero y Veirat sólo encontraron 184 ha de “Manyaga” (el 31% con más de 20 años), 81 ha de “Camuesa de Llobregat” (el 36% con más de 20 años) y ya no citan al cultivar “Normanda”.
'Terrera' está considerada incluida en las variedades locales autóctonas muy antiguas, cuyo cultivo se centraba en comarcas muy definidas. Se caracterizaban por su buena adaptación a sus ecosistemas y podrían tener interés genético en virtud de su adaptación. Se encontraban diseminadas por todas las regiones fruteras españolas, aunque eran especialmente frecuentes en la España húmeda. Estas se podían clasificar en dos subgrupos: de mesa y de sidra (aunque algunas tenían aptitud mixta).
'Terrera' es una variedad clasificada como de mesa; difundido su cultivo en el pasado por los viveros comerciales y cuyo cultivo en la actualidad se ha reducido a huertos familiares y jardines privados.
En uno de los extremos del bosque de hayas Hayedo de Jordá, se encuentra la masía de "Can Jordà", que le da nombre, y que hoy es un "Centro de Conservación de Plantas Cultivadas". Su objetivo es el cultivo de salvaguarda de especies de frutales próximas a la extinción y variedades de plantas que han entrado en regresión, como algunas variedades de alforfón. La variedad de manzana 'Terrera' es una de las variedades que se mantienen cultivadas.

## Características
El manzano de la variedad 'Terrera' tiene un vigor medio de tipo ramificado, con porte parcialmente llorón; ramos con pubescencia fuerte, de un grosor delgado, con longitud de entrenudos cortos, número de lenticelas pequeño, relación longitud/grosor de los entrenudos media, tipo de ramos fructíferos predominantes sin predominio; época de inicio de floración precoz, yema fructífera de forma ovoide-cónica, flor no abierta presenta color del botón floral rosa oscuro, flor de tamaño pequeño, pétalos con posición relativa de los bordes tangentes, inflorescencia con número medio de flores medio, de forma medianamente cupuliforme, sépalos de color predominante rojo, sépalos de longitud media, pétalos de longitud corta, y anchura corta, siendo la relación longitud/anchura de los pétalos bastante más largos, estilos con longitud en relación con los estambres más largos, estilos con punto de soldadura lejos de la base.
La variedad de manzana 'Terrera' tiene un fruto de tamaño y peso grande; forma globosa cónica, contorno irregular, asimétrico presenta un lateral levemente más corto que el otro, cuatro mamelones definidos, coronamiento por encima del cáliz medio; piel gruesa, pruina de la epidermis fuerte; con color de fondo amarillo verdoso, importancia del sobre color ausente, siendo el color del sobre color ausente, siendo su intensidad ausente, reparto del color en la superficie ausente, acusando unas lenticelas pequeñas y un ruginoso pardo tierra que cubre toda la piel, y una sensibilidad al "russeting" (pardeamiento áspero superficial que presentan algunas variedades) en las caras laterales muy fuerte; pedúnculo con una longitud largo, y un grosor medio, anchura de la cavidad peduncular estrecha, profundidad de la cavidad pedúncular media, con ruginoso en toda la cavidad, y con importancia del "russeting" en cavidad peduncular muy fuerte; coronamiento por encima del cáliz medio, anchura de la cav. calicina estrecha, profundidad de la cav. calicina poco profunda, presenta un ruginoso de color pardo tierra en toda la cavidad, corona de la cavidad calicina prominente, y con importancia del "russeting" en cavidad calicina muy fuerte; ojo pequeño, parcialmente abierto; sépalos de longitud media, parcialmente extendidos.
Carne de color blanca; textura blanda; sabor con acidez alta, dulzor y contenido de azúcares alto, no muy agradable; corazón con distinción de la línea fuerte; eje abierto; lóculos carpelares cerrados; semillas medianas, medianamente anchas, de color marrón oscuro.
La manzana 'Terrera' tiene una época de maduración y recolección de fruto tardía, en otoño. Época de caída de hoja muy tardía, en otoño-invierno. Se usa como manzana de mesa fresca, de cocina, y para la elaboración de sidra.